# Tanlova
La Tanlova è un fiume della Russia siberiana nordoccidentale (Jamalia), affluente di destra del Nadym.
Nasce dai rilievi degli Uvali siberiani, scorrendo dapprima verso sud e successivamente verso ovest, in un bacino pianeggiante ricco di laghi, paludi e piccoli affluenti (circa 315). I maggiori tributari sono i fiumi Čenčerajacha, Sandijacha, Maretajacha, Vyrylava e Njar'janejacha, tutti provenienti dalla sinistra idrografica.
Il fiume ha una portata media annua intorno ai 60 m³/s, che corrispondono ad uno scarico annuale di circa 1,9 km³; il mese in cui si ha la maggiore portata media è luglio, quello con la minore marzo. Il periodo di congelamento delle acque va, mediamente, dalla metà o dalla fine di ottobre alla fine di maggio o ai primi di giugno.
Nel bacino del fiume sorge il giacimento di gas naturale di Jamsovejskoe.